# Randy Barnett
Pour les articles homonymes, voir Barnett.
Randy E. Barnett, né le 5 février 1952, est professeur de droit à l'université de Boston (chaire Austin B. Fletcher). Il enseigne le cyberdroit, les contrats, le droit constitutionnel, le droit pénal, la preuve, l'agence et l'association, la jurisprudence, et les actes délictuels. Il est également libertarien et chercheur au Cato Institute.

## Biographie
Avant d'enseigner, il était procureur à Chicago où il jugea beaucoup de cas criminels. Il est diplômé de l'université Northwestern et de l'université Harvard.
En 2000, il a donné des conférences sur la philosophie du droit à l'université de Tokyo et à l'université de Doshisha à Kyōto.  Il a également parlé de la théorie du droit du contrat à l'université Waseda (Tōkyō) et de la théorie de la justice criminelle à l'université du Kansai (Ōsaka). Actuellement, il est l'un des principaux avocats de la coopérative des acheteurs de cannabis d'Oakland en procès avec le gouvernement fédéral et il est l'avocat des plaignants dans le cas de l'utilisation médical du cannabis dans le procès Raich v. Ashcroft.
Il créa également un site internet consacré à la vie et l'œuvre de Lysander Spooner.

## Publications
- The Structure of Liberty: Justice and the Rule of Law (la structure de la liberté : Justice et la règle de la loi), publié par 'The Clarendon Press of Oxford University' (1998). Il a reçu la récompense 'Ralph Gregory Elliot' en 1998. Ce livre fut traduit en japonais en 2000.
- Contracts, Cases and Doctrine (les contrats, les cas et la doctrine), 3d ed. (2003)
- Perspectives on Contract Law (Perspectives sur le Droit du contrat), 2d ed. (2001),
- The Rights Retained by the People: The History and Meaning of the Ninth Amendment (Les Droits maintenus par le peuple : L'histoire et la signification de neuvième Amendment)(1989, 1993) Anthologie en deux volumes.
- Assessing the Criminal: Restitution, Retribution and the Legal Process (L'évaluation du criminel : La restitution, le châtiment et le processus juridique (1977) publié alors qu'il était encore étudiant
- Restoring the Lost Constitution: The Presumption of Liberty (Reconstituer la constitution perdue : La présomption de la liberté), publié par Princeton University Press